# Drogutlöst psykos
Drogutlöst psykos eller toxisk psykos är en allvarlig drogutlöst psykisk störning som tar sig uttryck i en psykos. Drogutlösta psykoser kan uppkomma under drogruset eller strax efteråt, under första gången personen testar drogen eller efter långvarigt drogmissbruk. Med droger menas psykoaktiva substanser, såsom narkotika, narkotikaklassade läkemedel och alkohol. Psykoser till följd av sådana substanser har ofta god prognos, men som med all typ av livsproblem föreligger självklart stress-sårbarhetsmodellen även här.
Ibland används benämningen toxisk psykos, varmed betonas att psykoser också kan uppkomma av andra gifter än narkotika eller lösningsmedel till exempel alkohol.
Enligt ICD-10 räknas inte psykotiska symtom som uppkommer som förgiftningar av droger (akut drogförgiftning, ICD-10 F1x.0) som drogutlösta psykoser, såsom exempelvis alkoholförgiftning. ICD-10 skiljer också denna diagnos från kvardröjande och sent debuterande psykotisk störning, alkoholutlöst eller orsakad av annan psykoaktiv substans (ICD-10 F10-F19), och från intoxikation i betydelsen förgiftning (ICD-10 T36-T50).

## Mekanism
Psykos kan antas bland annat ha sitt ursprung i nedsatt filtreringsfunktion av inkommande stimuli av talamus, som utgör filter för vilka stimuli som når medvetandet. Talamus i sin tur regleras av ett annat område, striatum. Aktiviteten striatum styr hur mycket av sensorisk input som talamus filterar bort. I striatum finns GABAerga neuron som synapsar i talamus och som därigenom hämmar talamus aktivitet. Ju mer striatum aktiveras, desto mer hämmas talamus och desto mindre stimuli släpps igenom[källa behövs].
På de GABAerga nervcellerna i striatum finns hämmande D2-dopaminreceptorer. Dopaminerg stimulering från Ventral Tegmental Area/VTA kommer alltså att hämma striatum, som i sin tur slutar hämma talamus. Amfetamin eller andra dopaminfrisättande droger, samt dopamin D2-agonister kommer att öka den här effekten.
LSD binder till 5ht2a-receptorer (serotoninreceptorer) på GABAerga neuron i cortex. Detta hämmar kortikala glutamaterga neuron i cortex som kopplar till striatum. Normalt sett har dessa en stimulerande aktivitet på striatum via aktivering av glutamaterga synapser på nervcellerna i striatum, men LSD blockerar alltså dessa indirekt, genom att aktivera de hämmande kortikala GABAerga neuronen.
Dissociativa droger som ketamin eller PCP blockerar också kortikala glutamaterga neuroners stimulerande aktivitet på striatum genom att direkt hämma de glutamaterga NMDA-receptorerna. Dessa droger har också mer omfattande effekter än LSD, eftersom de påverkar alla glutamaterga synapser i nervsystemet, inte bara de som regleras av serotonerga neuron.
Eftersom hämningen av talamus sker via att neuron i striatum aktiverar GABAerga receptorer i talamus kan man behandla akut psykos med GABAerga läkemedel.

## Kännetecken
Drogutlösta psykoser kallas psykoser som bryter ut inom 48 timmar efter att någon tagit en psykoaktiv drog, det vill säga alkohol, narkotika eller narkotikaklassade läkemedel. Olika människor har olika förutsättningar att klara av droger, enligt stress - sårbarhetsmodellen, dock finns ofta ett samband med mängden drog som tagits. Likaså kan psykoser efter samma drog ta sig mycket individuella uttryck; typen av drog spelar också roll ifråga om hur psykosen yttrar sig.
Psykoser kännetecknas framför allt av hallucinationer och vanföreställningar. Hallucinogener som LSD har även i normalfallet dessa effekter, varför det vid bruk av dessa droger inte räcker med hallucinationer och vanföreställningar för att en diagnos skall komma på tal, det krävs då fler psykotiska symtom för att det ska kunna kallas psykos. Vid drogutlösta psykoser är hallucinationerna ofta kraftiga, och innefattar oftare än vid funktionella psykoser fler sinnen (hörsel, syn, lukt, smak, känsel). Starka känsloyttringar (våldsamhet, självmordsbenägenhet, etc) och psykomotoriska förändringar (katalepsi, katatoni, tics, parkinson etc) är vanligt, liksom paranoia och förändrat medvetandetillstånd (ofta transtillstånd).
Dubbeldiagnoser vid psykiska störningar är förhållandevis vanligt. Om det finns en latent psykisk störning, kan den bryta ut av drogbruk, så kallad droginducerad psykos. Medan en drogutlöst psykos saknar en prodrom (prepsykos) från innan intaget av drogen, är droginducerade psykoser alltid en förstärkning eller fortsättning på ett psykiskt tillstånd från före drogen togs. En drogutlöst psykos har en tämligen god prognos; de flesta är fullt återställda inom ett halvår så länge som personerna avstår från droger. Prognosen för en droginducerad psykos beror på vilken psykisk störning som personen lider av, dock kan prognosen bli sämre vid dubbeldiagnos.
Vid långvarigt drogmissbruk kan personer få flashbacks, vilket ICD-10 definierar som en drogutlöst psykos (F1x.70). Dessa skiljer sig från vanliga psykoser genom att de är så kortvariga och genom att de är sammanbundna med en drogupplevelse.
Långvarigt drogmissbruk kan ge psykoser en något längre tid efter senaste gången drogen togs, eftersom drogen då finns kvar längre tid i kroppen. Dessa psykoser kan likna utsättningsbesvär och abstinens.

## Varianter
ICD-10 definierar drogutlösta psykoser dels efter vilken drog som använts, dels vilken typ av psykos det är fråga om. Drogutlösta psykoser kan vara schizofreniliknande, huvudsakligen hallucinatoriska eller yttra sig i vanföreställning, vara polymorfa med eller utan depression, maniska, eller uppträda som en blandning av dessa former.
Alkoholhallucinos och alkoholparanoia är två förhållandevis vanliga diagnoser. Cannabispsykoser liknar ofta schizofreni, amfetamin ger i sådana fall symtom som påminner om akut schizofren psykos, och kokain hallucinationer, paranoia och aggressivitet.